# Cardioglossa elegans
Espèce
Statut de conservation UICN

 LC  : Préoccupation mineure
Cardioglossa elegans est une espèce d'amphibiens de la famille des Arthroleptidae.

## Répartition
Cette espèce se rencontre jusqu'à 1 000 m d'altitude dans l'Ouest du Cameroun, en Guinée équatoriale et dans l'Ouest du Gabon.

## Philatélie
En 1978, la République unie du Cameroun émet un timbre de 60 F dédié à l'espèce Cardioglossa elegans.

## Publication originale
- Boulenger, 1906 : Descriptions of new batrachians discovered by Mr. G.L. Bates in South Cameroon. Annals and Magazine of Natural History, ser. 7, vol. 17, p. 317-323 (texte intégral).